# Lentevreugd
Lentevreugd is een natuurgebied van 100 hectare in de buurt van Wassenaar, in beheer bij Staatsbosbeheer en onderdeel van het Hollands Duin.

## Geschiedenis
Het gebied is vanaf ongeveer 1920 lange tijd in gebruik geweest als bollenveld, waardoor de grond voedselrijk en vervuild was. Nadat het is aangekocht, is het beheer vanaf 2002 erop gericht een drassig voedselarm natuurgebied te ontwikkelen met natte graslanden en poelen. Bij de omvorming is grond verplaatst, zijn glooiingen aangebracht en zijn waterlopen gegraven. Dit alles resulteerde in een kwelgebied met plassen en een lage vegetatie met hier en daar elzen, duindoorns en populieren. Op sommige plaatsen is het opborrelende kwelwater goed te zien.

## Beheer
In het gebied grazen Schotse hooglanders en Koniks. Daarnaast wordt er gemaaid.

## Vegetatie en Fauna
Naast grassen en struiken komen als gevolg van het vroegere gebruik als bollengrond in het gebied nog verschillende cultuurgewassen voor zoals narcis, hyacint, krokus en blauw druifje. Er zijn ruim honderd soorten vogels aangetroffen, waaronder de graspieper en veldleeuwerik. Zoogdieren in het gebied zijn onder meer ree, vos, haas en mol. Daarnaast herbergt het gebied een aantal soorten libellen en vlinders en de bijzondere wespspin.

## Recreatie
In het gebied vinden geregeld rondleidingen plaats door IVN en Staatsbosbeheer.

## Galerij

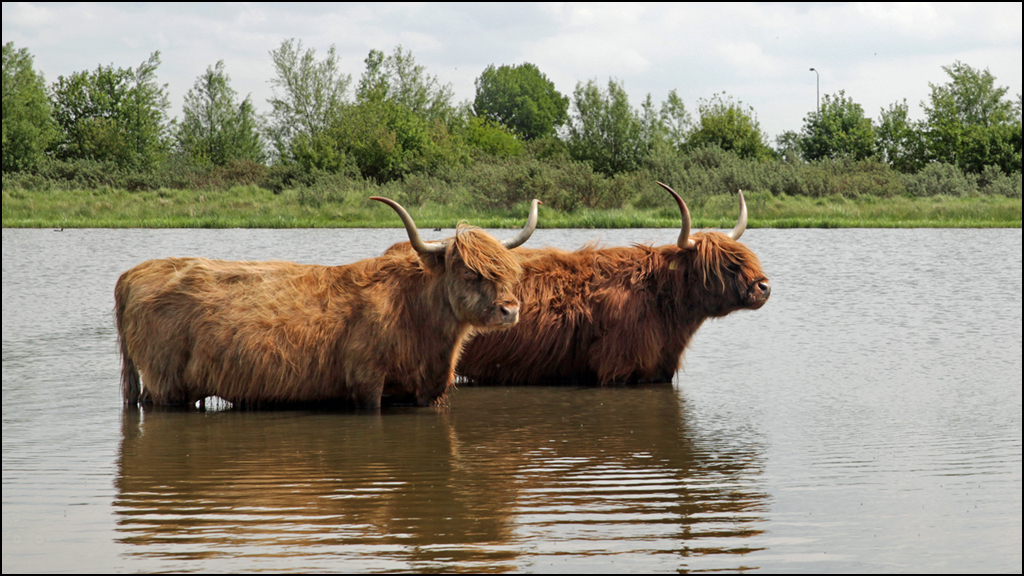
Schotse hooglanders
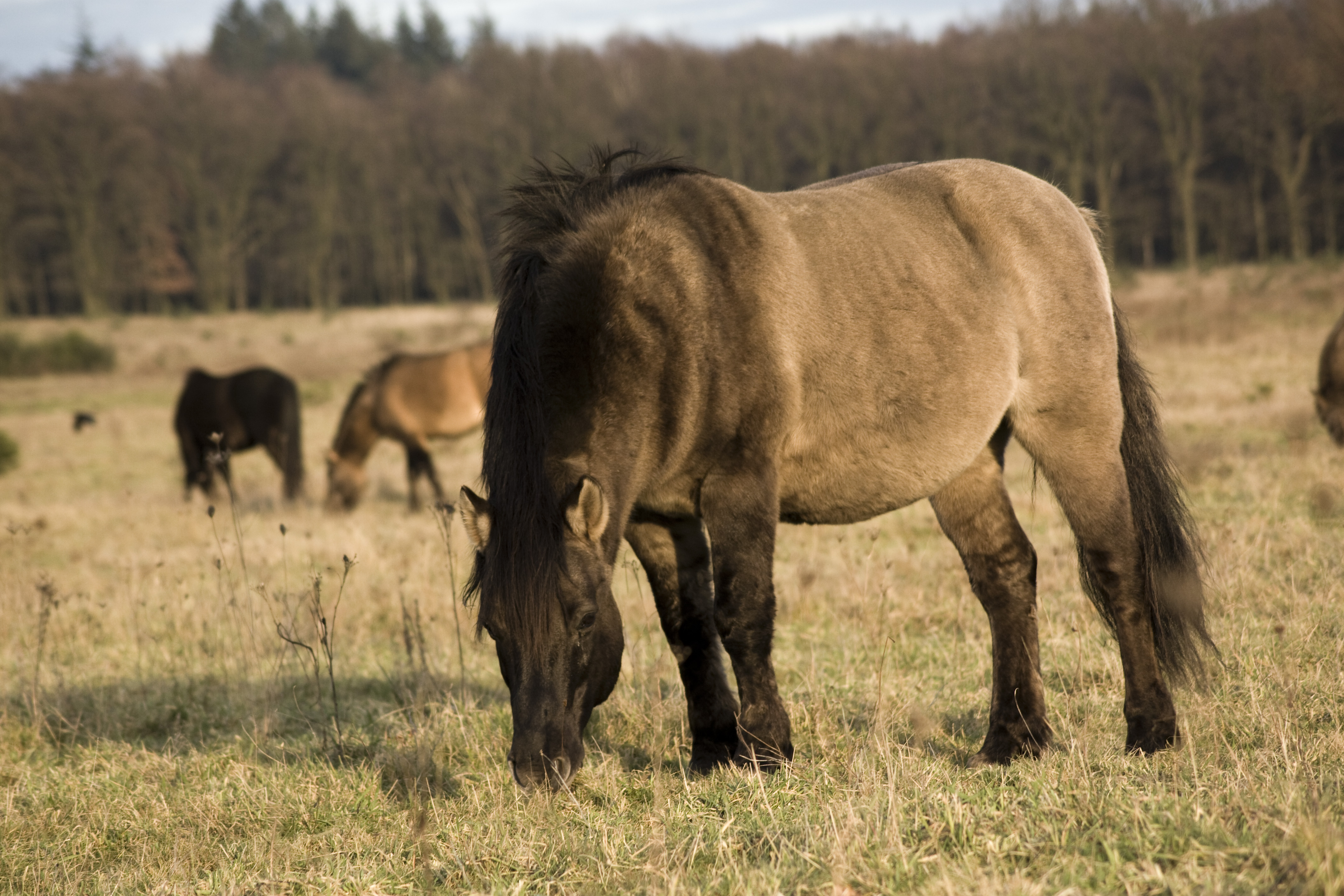
Konik
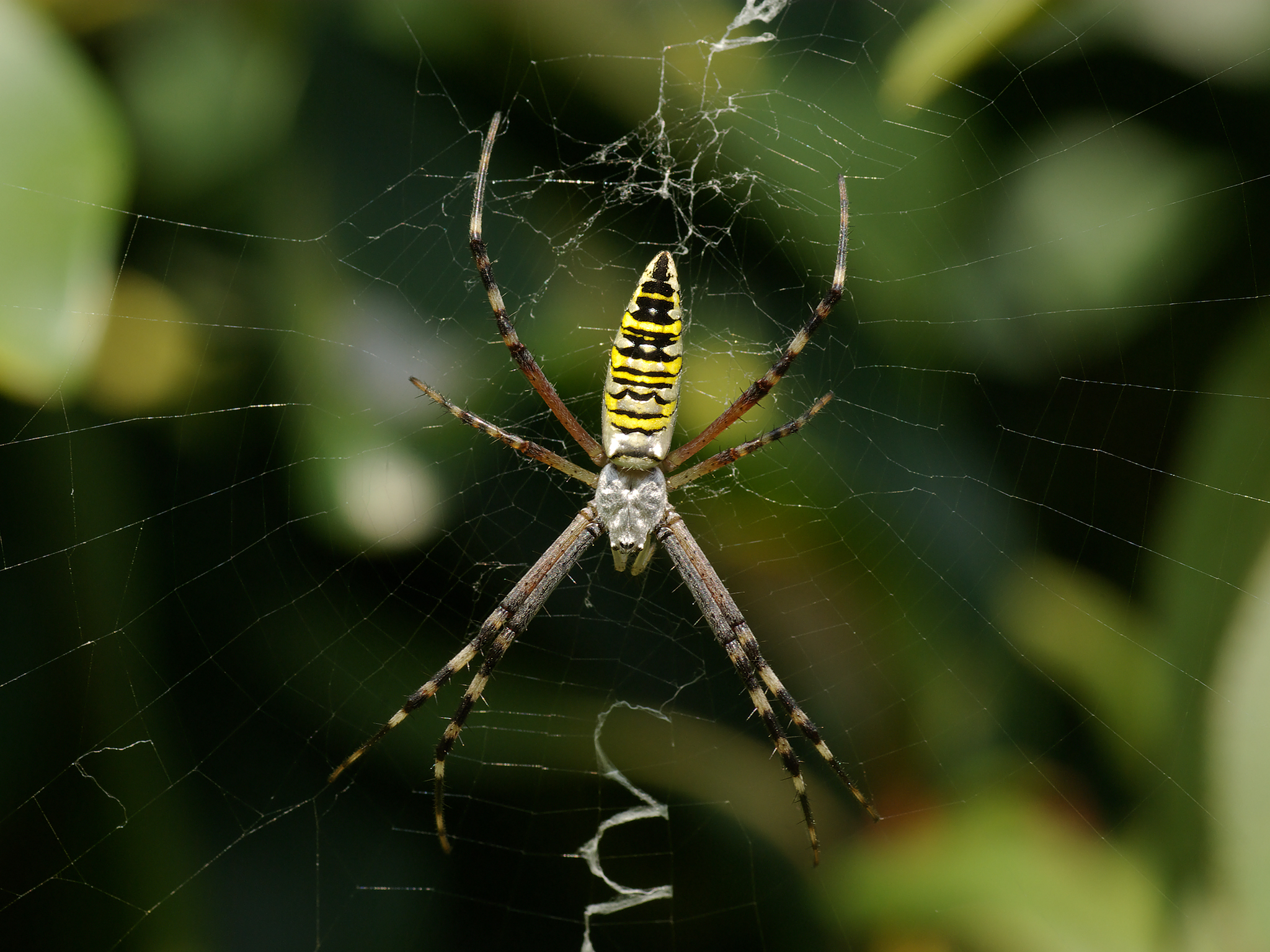
Wespspin
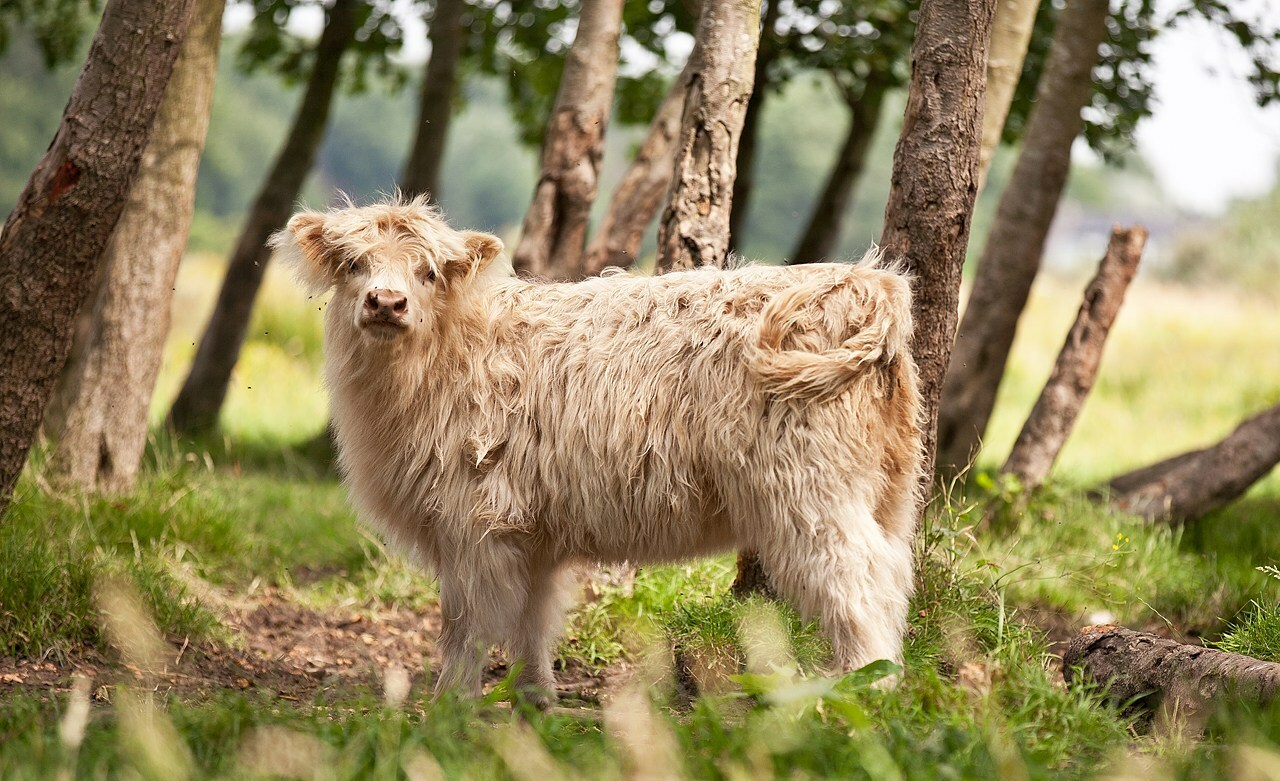
Jong Schotse hooglander

## Bron
- Lentevreugd, natuurontwikkeling achter de duinen. De stand van zaken na zes jaar. Joost van Reisen & Bas van der Burg